# Johannes Theodorus Smits
Johannes Theodorus Smits (Dommelen, 17 juni 1754 - Zevenbergen, 21 juni 1827) was schepen, president-schepen en burgemeester van de Nederlandse stad Eindhoven. Smits werd geboren als lid van de familie Smits en zoon van molenaar-grootgrondbezitter Jacobus Smits (1725-1779) en Elisabeth Vermeulen (1723-1787).
In 1782-1783 werd Smits burgemeester van Eindhoven. In 1786 was hij lid van het Eindhovens Patriotistisch Genootschap de Vaderlandsche Sociëteit Concordia. Vervolgens werd hij in 1810 regent van het Tucht- en Werkhuis voor het district en meijerij te 's-Hertogenbosch. In 1812 en 1813 was hij lid van het Departementaal Bestuur van de Monden van den Rijn te 's-Hertogenbosch, lid van de firma Ant. Janssen & J.T. Smits, later firma J.T. Smits & Zonen; Bij die firma, fabrikanten van wollen, linnen en katoenen weefsels, werkten in 1828 tussen de 1200 en 1500 mensen, van wie ongeveer twee derde thuiswerksters en -werkers. De katoenspinnerij beschikte al in 1820 over een stoommachine, een van de eerste in Nederland. Johannes Theodorus Smits werd als rijkste burger van Eindhoven beschouwd.
Hij trouwde in 1780 met Veronica Cornelia Janssen, in 1828 vrouwe van Eckart, dochter van Johannes Antoine Jacobsz Janssen en Elisabeth Sledsen, geboren te Eindhoven op 12 november 1754, overleden in Eindhoven op 21 juli 1832, zuster van burgemeester Antonius Janssen. Hij was een broer van burgemeester Reinier Peter Smits.
Het echtpaar kreeg acht kinderen, onder wie:
- Josephus Smits van Oyen (1786-1845), die vader en grootvader was van de latere burgemeesters Johannes Theodorus Smits van Oyen en Josephus Theodorus Maria Smits van Oyen
- Johannes Jacobus Smits van Eckart (1781-1847)
- Maria Aldegondis Smits (1791-1879), getrouwd met Michael Alexander Joseph van der Beken Pasteel (1789-1864), Eerste Kamerlid

De familie Smits woonde in villa Het Groot Paradijs, ten westen van Eindhoven, waar nu nog de Paradijslaan en een koetshuis van getuigt.